# 1651
1651 (MDCLI) byl rok, který dle gregoriánského kalendáře započal nedělí.

## Události
- Soupis obyvatelstva podle víry
- V Anglii vydán Zákon o plavbě (Navigation Act)

### Probíhající události
- 1635–1659 – Francouzsko-španělská válka
- 1642–1651 – Anglická občanská válka
- 1648–1653 – Fronda

## Narození

#### Česko
- 17. ledna – Jan Jakub Stevens ze Steinfelsu, barokní malíř vlámského původu († 4. listopadu 1730)
- 05. února – František Ferdinand Khünburg, arcibiskup pražský († 7. srpna 1731)
- 09. března – Filip Zikmund z Ditrichštejna, rakousko-český šlechtic († 3. července 1716)
- 24. října – Bernard Wancke, opat Klášterního Hradiska u Olomouce († 22. ledna 1714)
- neznámé datum
  - Kašpar Motěšický, kazatel české exulantské komunity v Žitavě († 1689)

#### Svět
- 26. února – Pieter van der Hulst, nizozemský malíř († 14. února 1727)
- 19. března – Jiří Benedikt von Ogilvy, sasko-polský císařský podmaršálek († 10. října 1710)
- 31. března – Karel II. Falcký, falcký kurfiřt († 16. května 1685)
- 10. dubna – Ehrenfried Walther von Tschirnhaus, německý přírodovědec, matematik a filosof († 11. října 1708)
- 21. dubna – Joseph Vaz, indický misionář na Srí Lance, katolický světec († 16. ledna 1711)
- 30. dubna – Svatý Jan Křtitel de la Salle, kněz a reformátor školství († 7. dubna 1719)
- 25. května – Jan Filip z Lambergu, rakouský šlechtic, duchovní a diplomat († 20. října 1712)
- 27. května – Louis-Antoine de Noailles, kardinál, arcibiskup pařížský († 4. května 1729)
- 12. července – Markéta Habsburská, manželka císaře Leopolda I., česká královna († 12. března 1673)
- 06. srpna
  - François Fénelon, francouzský teolog, básník a spisovatel († 7. ledna 1715)
  - Carl Gustav Rehnskiöld, švédský polní maršál († 29. ledna 1722)
- 13. srpna – Balthasar Permoser, německý barokní sochař a řezbář († 18. února 1732)
- 18. srpna
  - Louis Henri de Bourbon-Condé, první ministr Francie († 27. ledna 1740)
  - François Noël, valonský misionář v Číně, astronom a matematik († 17. září 1729)
- 01. září – Natálie Kirillovna Naryškinová, ruská carevna, druhá manželka Alexeje I. Michajloviče († 4. února 1694)
- 02. září – Zubdat-un-Nissa Begum, dcera mughalského císaře Aurangzeba († 17. února 1707)
- 05. září – William Dampier, anglický mořeplavec a autor první zprávy o Austrálii († březen 1715)
- 16. září – Engelbert Kämpfer, německý přírodovědec, lékař a objevitel († 2. listopadu 1716)
- 21. října – Jean Bart, vlámský korzár ve službách francouzského krále Ludvíka XIV. († 27. dubna 1702)
- 01. listopadu – Jean-Baptiste Colbert, markýz de Seignelay, francouzský politik, ministr francouzského námořnictva († 3. listopadu 1690)
- 13. listopadu – Fridrich Ludvík Nasavsko-Ottweilerský, německý šlechtic († 25. května 1728)
- 20. prosince – Johann Krieger, německý varhaník, cembalista a hudební skladatel († 18. července 1735)
- 23. prosince – Dimitrij Rostovskij, ukrajinský pravoslavný mnich a metropolita rostovský († 28. října 1709)
- neznámé datum
  - Charles Eugène de Croy, francouzský šlechtic, ruský polní maršál († 1702)
  - Willem van Ingen, nizozemský malíř († 6. dubna 1708)
  - Veronica Fontana, italská umělkyně († 1690)

## Úmrtí

#### Česko
- 07. března – Heřman Černín z Chudenic, český šlechtic, nejvyšší hofmistr Království českého (* 24. července 1576)
- 25. března – Přibík Jeníšek z Újezda, rytíř a královský úředník (* kolem 1580)
- 27. dubna – Jiří Zikmund z Thun-Hohensteinu, šlechtic (* 23. února 1573)
- 10. července – Jakub Vrchota z Rosenwertu, opat cisterciáckého kláštera v Sedlci (* ?)
- 06. listopadu – Jiří Adam z Martinic, český šlechtic (* 1602)
- neznámé datum
  - Jan Tillinger ze Strádáně, správce kláštera v Plasích (* ?)

#### Svět
- 06. ledna – pohřben Jacob Franquart, vlámský malíř, dvorní architekt (* 1582/83)
- 17. ledna – pohřben Johann Hieronymus Kapsberger, italský loutnista a hudební skladatel (* kolem 1580)
- 27. ledna – Abraham Bloemaert, nizozemský malíř a rytec (* 25. prosince 1566)
- 07. dubna – Lennart Torstenson, švédský polní maršál (* 17. srpna 1603)
- 30. června – Tuhaj Bej, vojenský velitel a politik krymských Tatarů (* asi 1601)
- 08. srpna – Amálie Alžběta z Hanau-Münzenbergu, hesensko-kasselská lankraběnka (* 29. ledna 1602)
- 19. srpna – Edward Popham, anglický důstojník (* 1610)
- 20. srpna – Jeremiáš Wiśniowiecki, polský šlechtic (* 17. srpna 1612)
- 03. září – Kösem Sultan, manželka sultána Ahmeda I. (* 1590)
- 18. září – Henrietta Marie Falcká, falcká princezna, hraběnka z Mukačeva (* 17. června 1626)
- 27. září – Maxmilián I. Bavorský, vévoda bavorský, kurfiřt bavorský a falcký (* 17. dubna 1573)
- 08. října – Anna Kateřina Konstance Vasa, polská princezna a falcká hraběnka (* 7. srpna 1619)
- 28. října – Svatý Job z Počajiva, mnich, počajevský ctihodný (* kolem 1551)
- 18. prosince – Francisco de Melo, portugalský šlechtic a generál (* 1597)
- 19. prosince – Giovanni Faustini, italský operní impresario a libretista (* 19. května 1615)
- neznámé datum
  - Angélique Paulet, francouzská preciózka, loutnistka, milenka francouzského krále Jindřicha IV. a návštěvnice literárního salónu Catherine de Vivonne, markýzy de Rambouillet (* 1592)

## Hlavy států
- České království – Ferdinand III.
- Svatá říše římská – Ferdinand III.
- Papež – Inocenc X.
- Anglické království –
- Francouzské království – Ludvík XIV.
- Polské království – Jan II. Kazimír
- Uherské království – Ferdinand III.
- Skotské království –
- Chorvatské království – Ferdinand III.
- Rakouské vévodství – Ferdinand III.
- Osmanská říše – Mehmed IV.
- Perská říše – Abbás II.